# Юрченко Любов Єгорівна
Любов Єгорівна Юрченко (1924, тепер Луганської області — ?) — українська радянська діячка, трактористка колгоспу імені Мічуріна Старобільського району Луганської області. Депутат Верховної Ради СРСР 6-го скликання.

## Життєпис
Народилася 1924 року в селянській родині. Освіта неповна середня.
З 1940 року працювала колгоспницею.
З 1943 року — трактористка колгоспу імені Мічуріна села Половинкине Старобільського району Ворошиловградської (Луганської) області.